# Hiroji Imamura
Pour les articles homonymes, voir Imamura.
Hiroji Imamura (今村 博治, Imamura Hiroji, né le 27 avril 1949 à Kōka, Préfecture de Shiga au Japon) est un footballeur japonais.